# Venezuela nos Jogos Pan-Americanos de 2015
A Venezuela competiu nos Jogos Pan-Americanos de 2015 em Toronto de 10 a 26 de julho de 2015. O país competiu em 9 esportes com 358 atletas e conquistou oito medalhas de ouro.